# Matrículas automovilísticas de Kosovo
Las matrículas automovilísticas de Kosovo, de fondo blanco con letras y números negros, son emitidas por el Ministerio del Interior del país y se utilizan para identificar los vehículos matriculados en la república de la Península Balcánica. Desde el 1 de junio de 2012, todos los vehículos están obligados a llevar el nuevo modelo de placas, adoptado en diciembre de 2010.

## Sistema en uso desde diciembre de 2010

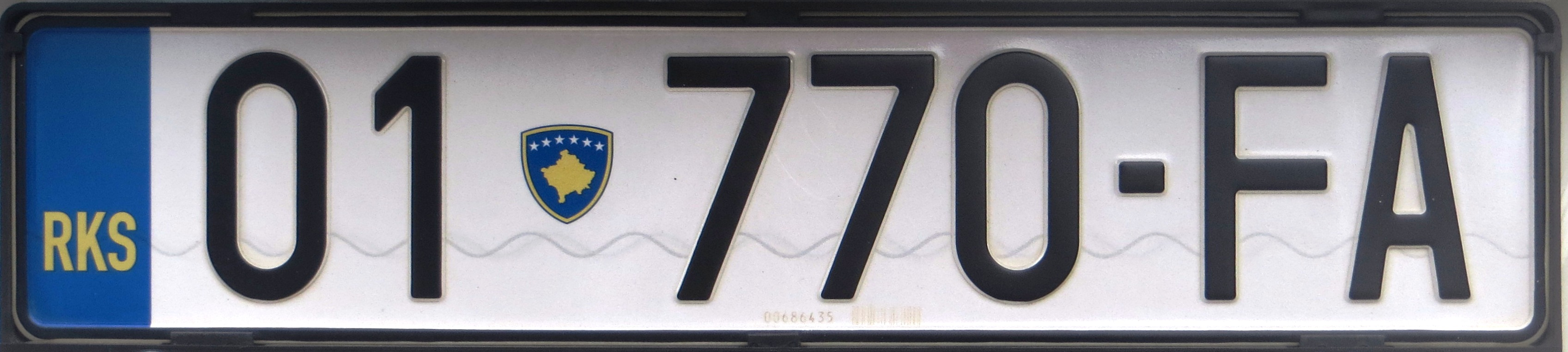
Placa estándar kosovar con el formato que se usa desde el 6/12/2010

El 6 de diciembre de 2010 se introdujo un nuevo tipo de placa, que incluye, de izquierda a derecha: una banda vertical azul dentro de la cual, en la parte inferior, están escritas en color amarillo las letras RKS (por República de Kosovo), un número de dos dígitos identificativo del distrito, el escudo nacional, un número de tres dígitos, un guión y dos letras. La numeración de tres dígitos comienza a partir de 101 y las letras avanzan en orden alfabético empezando por "AA". El nuevo sistema es el que se mantiene constantemente en uso desde su incorporación. Sin embargo, tanto el diseño ordinario como el neutro de viajes al extranjero conviven actualmente. 

### Dimensiones

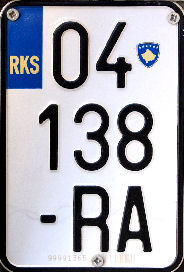
Formato para ciclomotores y escúteres ≤ 125 cm³

- Las placas de matrícula estándar de una única fila miden 520 × 110 mm; las de dos filas para vehículos a motor miden 340 × 200 mm.
- Las dimensiones de las placas para motocicletas de cilindrada superior a 125 cm³ son 240 × 130 mm.
- El formato para los automóviles con portamatrículas trasero de longitud reducida es el americano, con unas dimensiones aproximadas de 300 × 150 mm.
- Las de los ciclomotores y escúteres de hasta 125 cm³ miden 100 × 150 mm y tienen los caracteres distribuidos en tres filas: en la parte superior se encuentra la banda azul con las letras RKS, el código numérico regional y el logotipo del Estado; en el centro, los tres dígitos; y en la parte inferior, un guion y dos letras de serie (que empiezan en "RA").

## Variantes de los formatos estándar

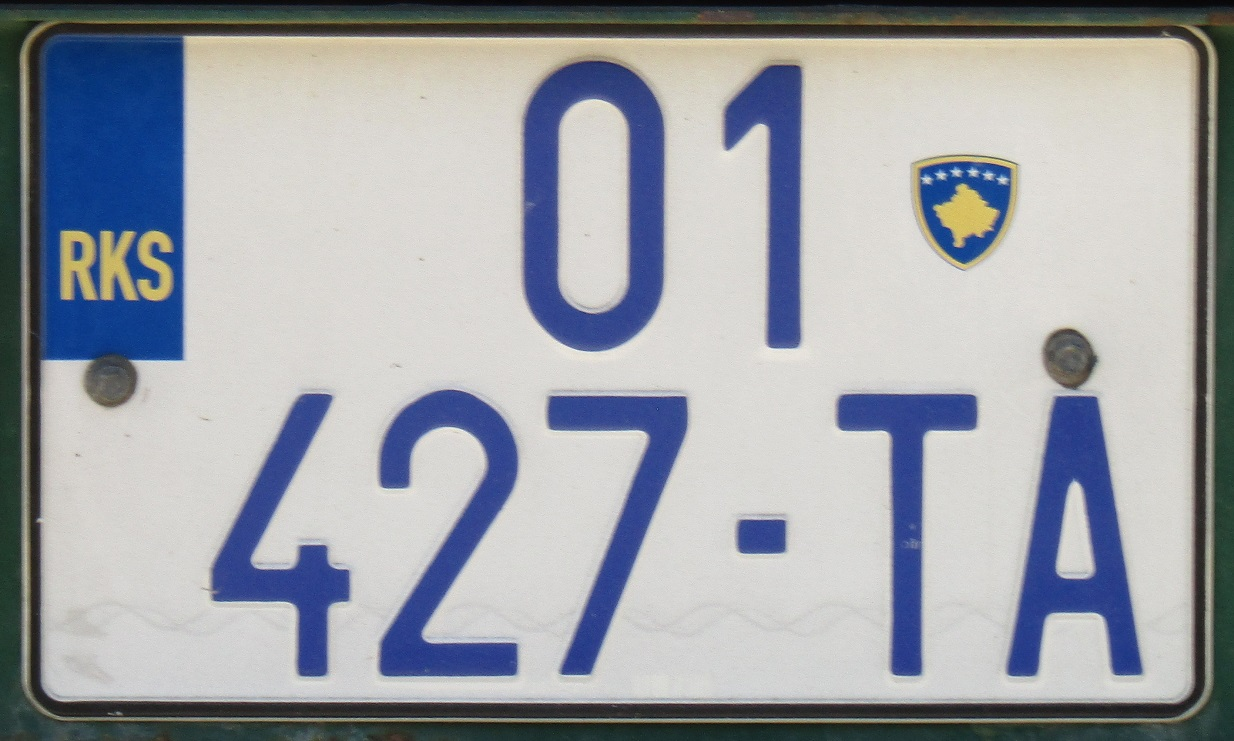
Formato para remolques

Diseño utilizado para máquinas agrícolas

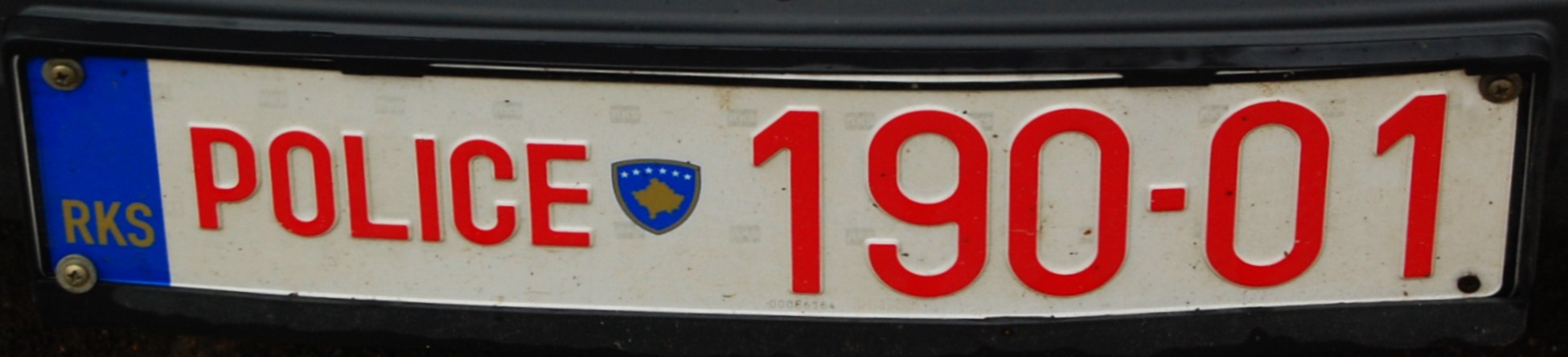
Matrícula de un vehículo policial

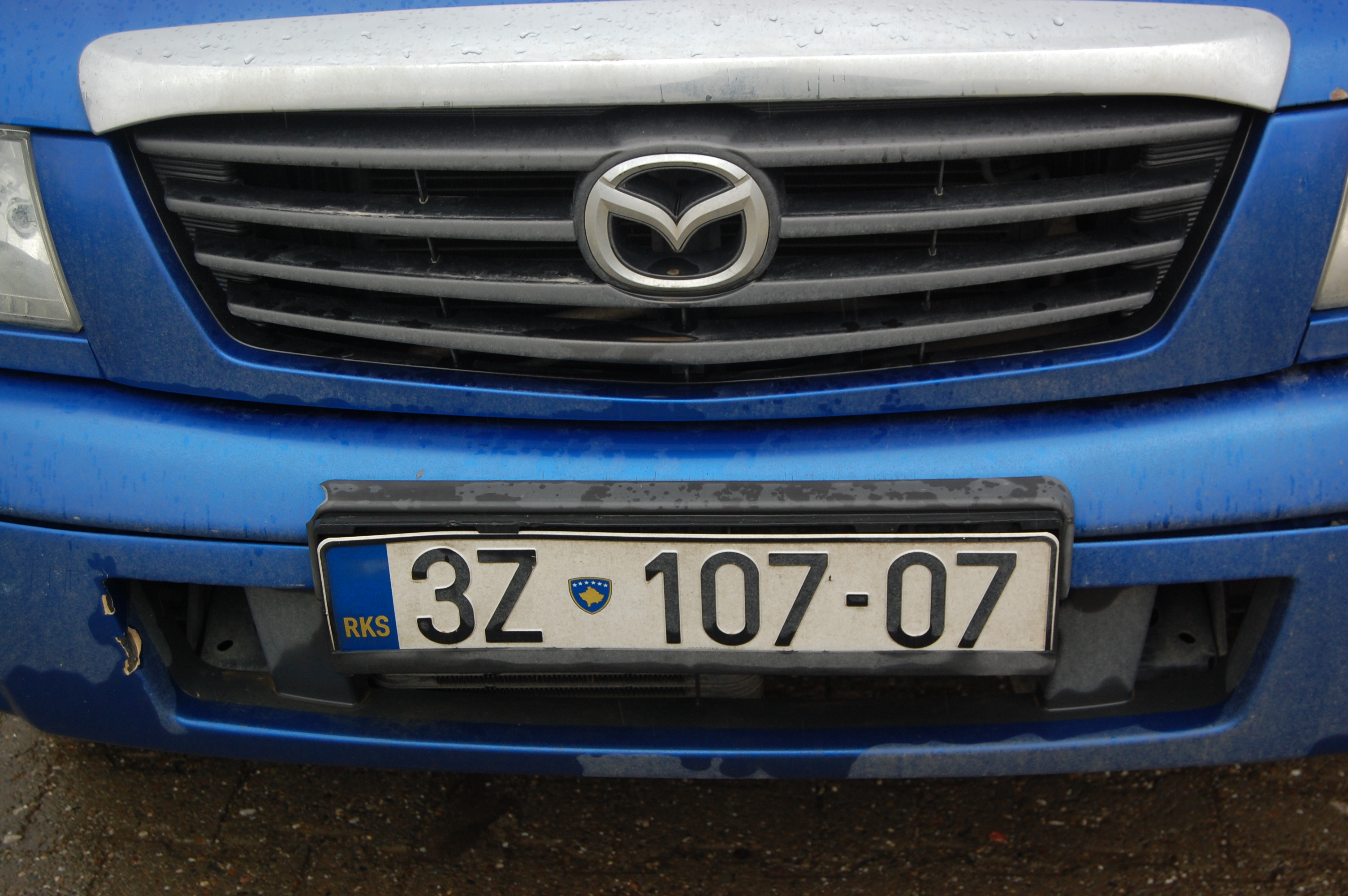
Placa delantera de un automóvil de una autoridad del gobierno central

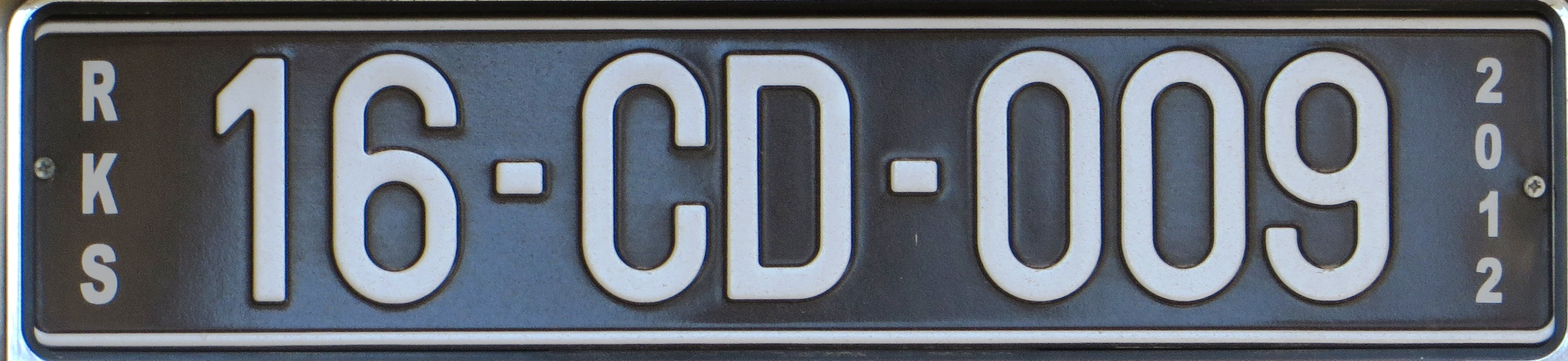
Placa diplomática colocada en un automóvil matriculado en 2012

- Matrículas provisionales: en lugar del número de distrito, a la izquierda aparecen las letras RP, las iniciales en albanés de Regjistrimi i Përkohshëm (es decir, "matriculación provisional"); en lugar de las dos últimas cifras, tras el guión aparecen otras dos letras que avanzan progresivamente desde "AA".
- Matrículas de prueba para concesionarios: un primer formato tiene la franja azul RKS a la izquierda, las letras PR que preceden a un guion en lugar del escudo nacional, tres dígitos, otro guion y dos letras de serie; en la parte superior, centrada y en tamaño reducido, figura la palabra PROBATION (es decir, "prueba" en inglés). En un segundo formato, a la derecha de la banda azul del RKS se encuentra la inscripción PROBATION en tamaño reducido, el escudo nacional, el código numérico identificativo de la región, un guion, tres dígitos, otro guion y dos letras de serie.[5]
- Remolques: tienen cifras y letras azules dispuestas en dos filas; el borde es negro.
- Maquinaria agrícola: ocupan dos filas; se distinguen por los caracteres blancos sobre fondo verde y las letras fijas VA (que significan Véhicule Agricole) después del guión.
- Remolques agrícolas y de la construcción: también tienen dos filas, pero los caracteres son negros sobre fondo amarillo.
- Vehículos policiales: tienen caracteres rojos y la palabra POLICE en lugar del número de distrito.
- Coches de la oficina de la Presidencia: tienen el código 1Z entre la banda azul y el escudo nacional.
- Coches de los miembros de la Asamblea: se identifican por el código 2Z.
- Coches de las autoridades del gobierno central: se diferencian de las matrículas ordinarias por el código 3Z. 3Z 012-01 = Gabinete del Primer Ministro, de 3Z 012-02 a 3Z 012-19 = Ministros de los distintos departamentos gubernamentales.[6]
- Coches de miembros de instituciones del poder judicial: llevan el código 4Z .
- Coches de miembros de instituciones independientes de la Asamblea: tienen el código 5Z .
- Coches de las autoridades gubernamentales de los distritos: el código numérico de la zona de matriculación va seguido de la letra Z (p. ej.: 01Z) y de otros dos números de dos cifras separados por un guion.
- Vehículos de la Guardia de Aduanas: la inscripción en inglés CUSTOMS de pequeñas dimensiones (situada después de la banda azul) precede al escudo nacional, un número de tres dígitos, un guion y las letras fijas DG, que significan Doganë en albanés; los caracteres son blancos sobre fondo azul.
- Vehículos de los Cuerpos Diplomáticos (desde 2008): las letras y los números son blancos sobre fondo negro. El código automovilístico internacional "RKS", con las letras alineadas verticalmente a la izquierda, va seguido de dos cifras (tres hasta 2011) que identifican el país de representación, el código CD y una numeración secuencial que se inicia en 001. En el margen derecho figura el año de matriculación del vehículo, con los dígitos alineados en vertical.
- Vehículos destinados a los servicios de emergencia: tienen caracteres rojos; en el lado izquierdo, el número de teléfono de emergencias 112 precede a otros dos números, el primero de los cuales es un número secuencial de tres dígitos y el segundo identifica el distrito.[7] Representación esquemática:

| 112 001 - 01 |

## Placas especiales para vehículos militares

Matrícula de un vehículo de la Fuerza de Seguridad de Kosovo del estilo utilizado hasta 2013 (escudo nacional a la izquierda)

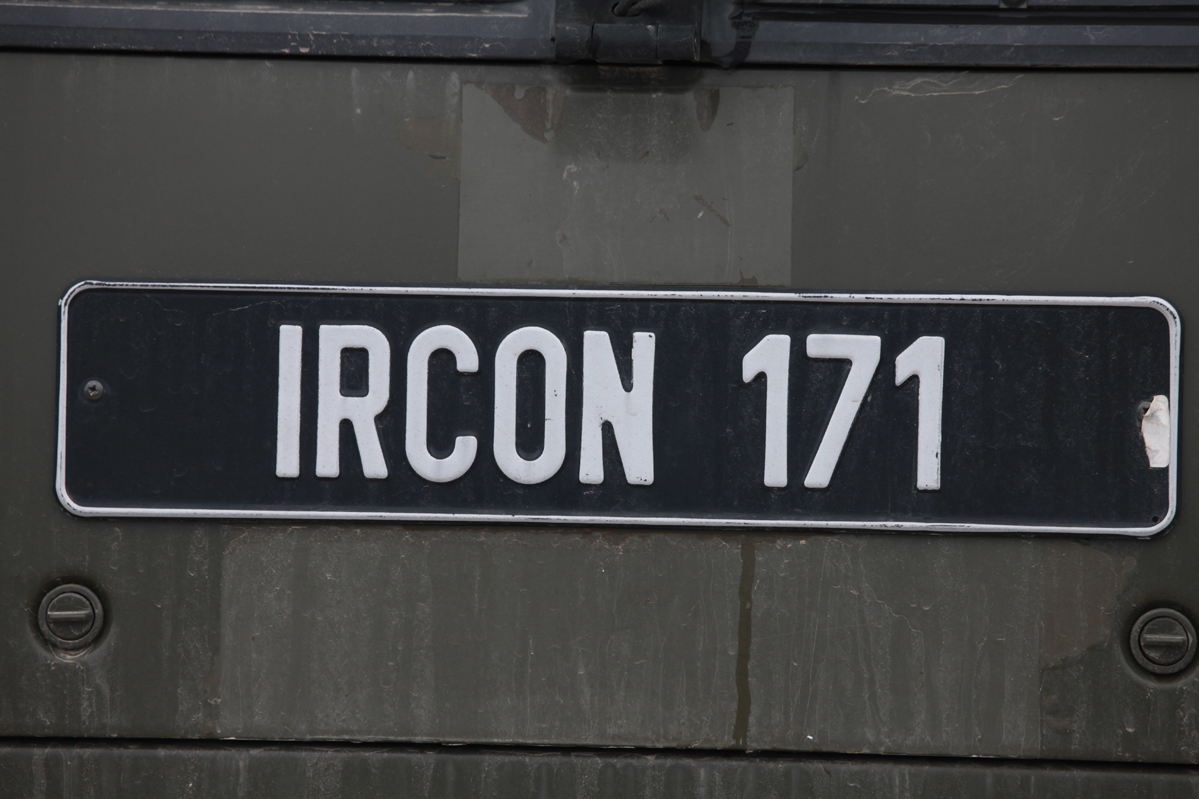
Matrícula de un vehículo del contingente irlandés de la KFOR

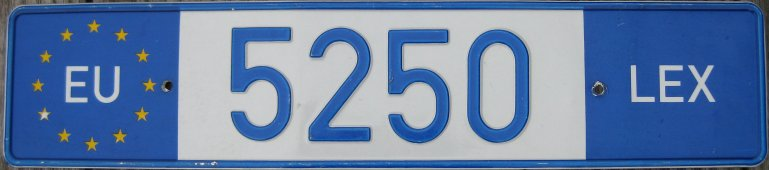
Formato (del tipo con fondo blanco) para los vehículos de la EULEX

- Los vehículos de la Fuerza de Seguridad de Kosovo tienen asignadas placas con las siglas KSF (iniciales de Kosovo Security Force): el código, que hasta 2013 iba precedido y posteriormente seguido del escudo nacional, va seguido de dos números (el primero de tres dígitos y el segundo, que indica la función del departamento,[8] de dos) y el logotipo del Cuerpo; los caracteres son amarillos sobre un fondo verde oscuro.
- Vehículos de la OCDE: las placas de matrícula, de una o dos líneas, son blancas con caracteres negros; el nombre completo de la organización va seguido de un número de tres cifras y de la letra P, inicial de la capital Pristina / Prishtinë.
- Vehículos de la Kosovo Force (KFOR): llevan matrículas azules, de una o dos filas, con caracteres blancos o amarillos; las letras KFOR preceden al logotipo de la OTAN y a un número de tres cifras que aumenta progresivamente a partir de 001.
- Vehículos del contingente irlandés de la KFOR: los caracteres son de color gris plateado sobre fondo negro; las letras IRCON, que significan Irish Contingent, preceden a una numeración progresiva generalmente de tres cifras.
- Vehículos del personal de la MINUK: los privados comienzan la serie alfanumérica con las letras UN seguidas de un guion, una P (inicial de private vehicle) y un número de cuatro cifras; los pertenecientes a la organización llevan las siglas UNMIK precedidas de un número de cuatro dígitos a partir de 0001. En ambos formatos los caracteres son negros sobre fondo blanco.
- Las matrículas de los vehículos de la EULEX pueden tener un fondo blanco o negro. En el primer caso, la numeración progresiva va precedida del círculo de las doce estrellas amarillas de la Unión Europea (no siempre presentes y a veces en una franja azul), las letras EU en color blanco, seguidas de un número de 3-4 cifras y de las letras PV (Personal Vehicle) o P (Personnel), también blancas. En el segundo caso, las letras EU de color blanco rodeadas por las doce estrellas amarillas símbolo de la UE dentro de una franja azul preceden a cuatro cifras azules y a las letras LEX en blanco en el centro de otra franja azul situada a la derecha.

## Códigos numéricos y distritos correspondientes

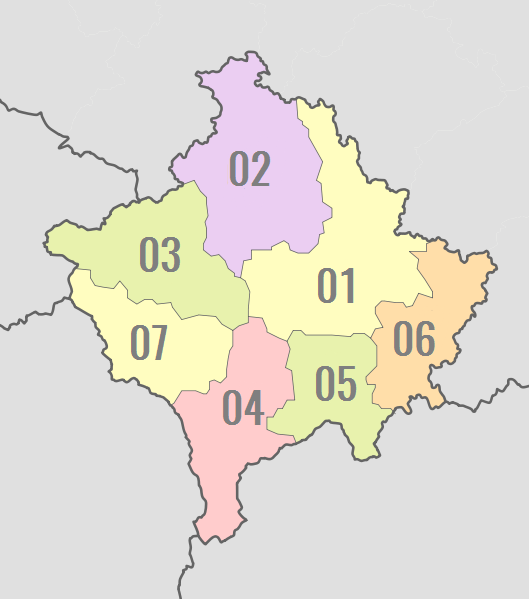
Mapa que muestra la división de Kosovo en distritos y sus correspondientes números identificativos en las matrículas emitidas desde el 06/12/2010

| Código | Distrito (en albanés y serbio) |
| ------ | ------------------------------ |
| 01     | Prishtinë / Priština           |
| 02     | Mitrovicë / Kosovska Mitrovica |
| 03     | Pejë / Peć                     |
| 04     | Prizreni / Prizren             |
| 05     | Ferizaj /Uroševac              |
| 06     | Gjilan / Gnjilane              |
| 07     | Gjakovë / Đakovica             |

## Tensiones con Serbia por la nueva normativa sobre matrículas
En Kosovo del Norte, las tensiones con Serbia han vuelto a aumentar tras aprobarse una nueva normativa que, a partir del 20 de septiembre de 2021, obliga a los automovilistas serbios a circular por el territorio de Kosovo con matrículas locales válidas durante sesenta días y con la inscripción "República de Kosovo". Por su parte, Serbia sigue sin permitir que los vehículos que entran en el país lleven matrículas kosovares distintas a las "matrículas neutras" introducidas por Naciones Unidas 
. Además, desde 2011, sólo permite que los vehículos kosovares circulen por su territorio si están provistos de matrículas serbias temporales a un precio subvencionado de 420 dinares (unos 3,50 €).
El 30 de septiembre de 2021 se llegó a un acuerdo entre los gobiernos de Belgrado y Pristina con la mediación de la Unión Europea. Hasta que se adopte una decisión definitiva, a partir del 4 de octubre, los automovilistas que entren en el norte de la república tendrán que cubrir  con etiquetas adhesivas los símbolos estatales de sus placas, que ya no serán sustituidas (como en un principio requerían las autoridades kosovares).

## Placas MINUK

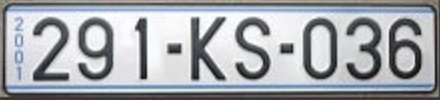
Matrícula MINUK estándar de 2001

Desde el 30 de septiembre de 1999 hasta el 5 de diciembre de 2010, todas las placas ordinarias emitidas en Kosovo bajo la administración de la MINUK (Misión de Administración Provisional de las Naciones Unidas en Kosovo) tenían los bordes superior e inferior de color azul celeste (el color de la ONU); comenzaban con tres dígitos, continuaban con un guion, las letras KS que significaban "Kosovo", otro guion y terminaban con otros tres dígitos. El año de matriculación del vehículo se situaba a la izquierda, en color azul celeste y con los dígitos alineados verticalmente.
El formato de una única fila medía 520 × 110 mm, como el actual, y el de dos filas, 280 × 200 mm.
Estas placas fueron reintroducidas del 1 de noviembre de 2011 al 1 de junio de 2012 para los ciudadanos de Kosovo del Norte que atravesaban a diario la frontera con Serbia por motivos de trabajo.

### Variantes del formato estándar

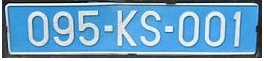
Matrícula de la MINUK de un vehículo de motor de la Guardia de Aduanas

- Los ciclomotores tenían dos numeraciones de tres cifras, la primera en la fila superior y la segunda en la inferior; las letras "KS" y el año de emisión ocupaban la fila central.
- Tanto las placas de exportación como las de los vehículos de la Guardia de Aduanas tenían bordes y caracteres blancos sobre un fondo azul celeste.
- Las demás placas especiales (salvo las diplomáticas, que incorporaban el código "CD" como las actuales) llevaban las letras "KS" en el centro al igual que las ordinarias; los colores eran idénticos a los vigentes desde el 6 de diciembre de 2010.

## Sistema abandonado en 2012

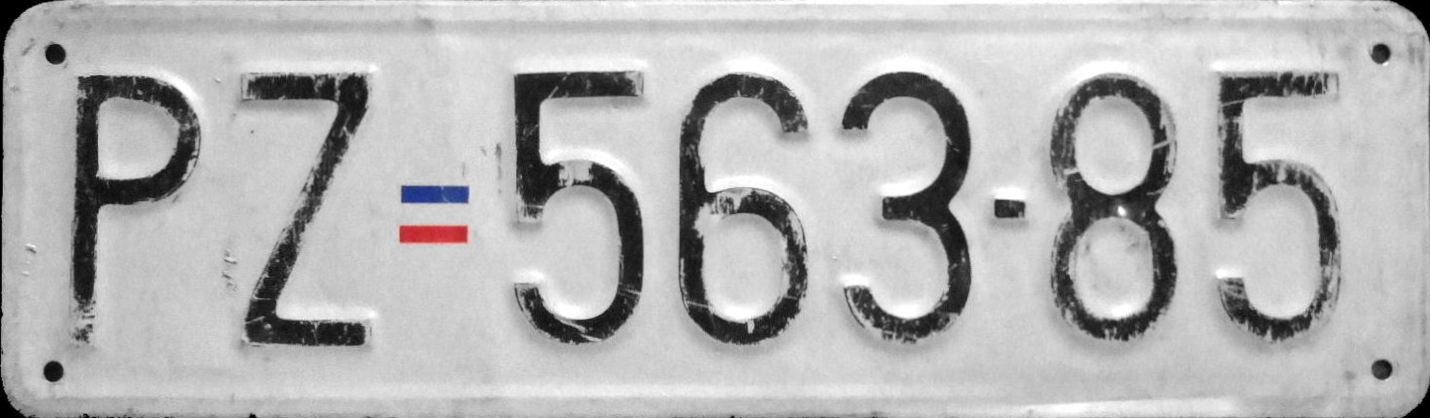
Ejemplo de formato emitido desde 1992 hasta el 30/09/1999

Los formatos de las placas con las iniciales que se muestran en la tabla, ahora ilegales, fueron los utilizados en la antigua Yugoslavia hasta el 30 de septiembre de 1999 y en Serbia (que continúa reclamando Kosovo), desde el 6 de diciembre de 2010 hasta junio de 2012.
| Sigla | Distrito           | Notas                                                                                        |
| ----- | ------------------ | -------------------------------------------------------------------------------------------- |
| ÐA    | Ðakovica           | De 2011 a junio de 2012                                                                      |
| DJ    | Ðakovica           | Hasta el 30 de septiembre de 1999 y del 6 al 31 de diciembre de 2010                         |
| GL    | Gnjilane           | Hasta junio de 2012                                                                          |
| KM    | Kosovska Mitrovica | Hasta junio de 2012                                                                          |
| PE    | Peć                | Hasta junio de 2012                                                                          |
| PJ    | Podujevo           | Hasta 1977 (época yugoslava)                                                                 |
| PR    | Priština           | Hasta junio de 2012                                                                          |
| PZ    | Prizren            | Hasta junio de 2012                                                                          |
| TM    | Titova Mitrovica   | De 1984 a 1991 (época yugoslava); hoy, la ciudad ha cambiado su nombre a Kosovska Mitrovica. |
| UR    | Uroševac           | Hasta junio de 2012                                                                          |

## Placas emitidas en los distritos ocupados por el ejército albanés
El formato de las placas de matrícula (no oficiales), emitidas desde 1998 hasta finales de septiembre de 1999, de los vehículos que circulaban por los distritos ocupados por el ejército albanés era similar al entonces vigente en Albania, aunque, a diferencia de las placas albanesas, dentro de la banda roja de la izquierda figuraban las letras blancas KO, por "Kosovo".
- GJK - Gjakovë
- PE - Pejë
- Prizren - Prizren

## Medios del Cuerpo de Protección de Kosovo

Facsímil de la matrícula de un vehículo del Cuerpo de Protección de Kosovo (principios de la década de 2000)

Estas placas especiales, con caracteres negros sobre fondo amarillo, se emitieron a principios de la década de los 2000. El logotipo del Cuerpo y una línea vertical precedían a la sigla TMK, iniciales de Trupat Mbrojtëse të Kosovës ("Cuerpo de Protección de Kosovo" en albanés), y a continuación figuraba un guión, un número de tres cifras, otro guión y las letras KS (por "Kosovo").

## Vehículos del ELK
Desde 1998 hasta finales de septiembre de 1999, se emitieron placas especiales para los vehículos del Ushtria Çlirimtare y Kosovës (UÇK), nombre en albanés del Ejército de Liberación de Kosovo (ELK), disuelto formalmente el 20 de enero de 2009. A la izquierda figuraba una banda bicolor, roja en la mitad superior y negra en la inferior, que precedía a las letras UÇK y una cadena alfanumérica variable.Se conocen cuatro tipos diferentes de formatos:
- Vehículos del Ejército: caracteres negros sobre un campo amarillo, las siglas UÇK iban seguidas de dos números de dos dígitos separados por un guion y una letra de serie (p. ej.: UÇK-01-01-E);
- Vehículos de la Policía Militar: caracteres blancos sobre fondo negro, las siglas UÇK precedidas de las letras fijas PU (iniciales en albanés de Policia Ushtarake, es decir, "Policía Militar"), un número de tres cifras y una letra de serie (p. ej.: UÇK-PU-123-A);
- Ambulancias: caracteres negros sobre fondo blanco, el código UÇK iba seguido de un número de tres cifras, una letra de serie y el emblema de la Cruz Roja (p. ej.: UÇK-001-C);
- Automóviles de agencias de prensa o corresponsales extranjeros: caracteres negros sobre fondo blanco, el código UÇK seguido de la palabra inglesa PRESS, un número de dos cifras y una letra de serie (p. ej.: UÇK-PRESS-01A).